# Толешень
Толешень, Толешені (рум. Toleșeni) — село у повіті Харгіта в Румунії. Входить до складу комуни Гелеуцаш.
Село розташоване на відстані 280 км на північ від Бухареста, 68 км на північний захід від М'єркуря-Чука, 139 км на схід від Клуж-Напоки, 141 км на північ від Брашова.

## Населення
За даними перепису населення 2002 року у селі проживали 93 особи.
Національний склад населення села:
| Національність | Кількість осіб | Відсоток |
| -------------- | -------------- | -------- |
| румуни         | 76             | 81,7%    |
| угорці         | 16             | 17,2%    |

Рідною мовою назвали:
| Мова      | Кількість осіб | Відсоток |
| --------- | -------------- | -------- |
| румунська | 76             | 81,7%    |
| угорська  | 16             | 17,2%    |